# Capetí
Capetí est une localité située dans la province de Darién, au Panama.